# Ballin' Out of Control
Singles de Jermaine Dupri
Welcome To Atlanta
Ballin' Out of Control est le second single de l'album Instructions par le rappeur-producteur Jermaine Dupri en 2002. Il est en collaboration avec Nate Dogg.